# لي هي-جون
لي هي-جون (بالكورية: 이희준) (مواليد 29 يونيو 1979) هو ممثل كوري جنوبي، شارك في مسلسل الماوس. ووراء كل نجم.

## الأعمال

### أفلام
| السنة | العنوان               | الدور        | م.    |
| ----- | --------------------- | ------------ | ----- |
| 2013  | إنفلونزا              | بيونغ جي     |       |
| 2020  | الرجل المنبوذ         | تشا جي تشول  | [ 3 ] |
| 2024  | صيادو الأراضي القاحلة | يانغ جي سو   | [ 4 ] |
| 2024  | رجلان وسيمان          | بارك سانغ غو | [ 5 ] |

### مسلسلات
| السنة | العنوان             | الدور         | م.     |
| ----- | ------------------- | ------------- | ------ |
| 2011  | رجل الأميرة         | غونغ تشيل-غو  |        |
| 2016  | أسطورة البحر الأزرق | جو نام-دو     | [ 6 ]  |
| 2021  | فينتشنزو            | لص            | [ 7 ]  |
| 2021  | الفأر               | غو مون-تشيل   | [ 8 ]  |
| 2021  | كميرا               | لي جونغ يوب   | [ 9 ]  |
| 2022  | وراء كل نجم         | نفسه          | [ 10 ] |
| 2024  | قاتل في حيرة        | سونغ تشون     | [ 11 ] |
| 2024  | خالي من الدم        | سيون جاي      | [ 12 ] |
| 2025  | استكشاف الحب        | بيتر كوان     | [ 13 ] |
| 2025  | كارما               | بارك جاي يونغ | [ 14 ] |

## الجوائز والترشيحات
| قائمة الجوائز والترشيحات         | قائمة الجوائز والترشيحات | قائمة الجوائز والترشيحات | قائمة الجوائز والترشيحات | قائمة الجوائز والترشيحات |
| الجائزة                          | الفئة                    | عن عمل                   | النتيجة                  | م.                       |
| -------------------------------- | ------------------------ | ------------------------ | ------------------------ | ------------------------ |
| الدورة 61 لجوائز بايكسانغ للفنون | أفضل ممثل                | رجال وسيمين              | في الانتظار              | [ 15 ]                   |

## روابط خارجية
- لي هي-جون على موقع IMDb (الإنجليزية)
- لي هي-جون على موقع ألو سيني (الفرنسية)
- لي هي-جون على موقع أول موفي (الإنجليزية)
- لي هي-جون على موقع قاعدة بيانات الفيلم (الإنجليزية)
- لي هي-جون على موقع كينوبويسك (الروسية)